# Вейхер, Якуб
Якуб Вейхер (1609 — 20 февраля 1657) — государственный и военный деятель Речи Посполитой, каштелян хелминский (1643), воевода мальборкский (1643—1657), староста члухувский, дзежгоньский, быховский и бжеховский. Основатель Вейхерово и Вейхеровской Кальварии. Участник войн Речи Посполитой с Русским государством (1632 — 1634, 1654 — 1667), со Швецией (1655—1660) и восставшими запорожскими казаками.

## Биография
Представитель польского шляхетского рода Вейхеров герба «Вейхер». Происходил из богатого немецкого дворянского рода из Вестфалии. Его предки пересилились в Померанию, где они были известны с 1234 года. С первой половины XVI века члены семьи Вейхер, породнившись с польскими дворянскими родами, стали занимать крупные государственные должности в Польском королевстве, а затем и в Речи Посполитой.
Один из шести сыновей воеводы мальборкского Яна Вейхера (1580—1626) и Анны Щавинской (ум. 1627). Братья — воевода мальборкский Николай (ум. 1647) и воевода поморский Людвик (ум. 1656).
Якуб Вейхер учился в иезуитском коллегиуме в Бранево, был камергером польского королевича Владислава Вазы, затем продолжал образование в Болонском университете. Следуя по стопам отца и деда, избрал для себя военную карьеру. В 1628—1632 годах Якуб Вейхер служил в армии Католической лиги германских князей. В армии германского главнокомандующего Альбрехта фон Валленштейна командовал конной хоругвью. Император Священной Римской империи Фердинанд II за военные заслуги пожаловал Якубу Вейхеру графский титул (1636 год).
После возвращения на родину Якуб Вейхер с 1632 года служил в чине полковника в коронной армии и участвовал в русско-польской войне за Смоленск в 1632—1634 годах. Около 1635 года по распоряжению польского короля Владислава IV Вазы руководил строительством польских портов Владыславово и Казимирово. В 1643 году получил должности каштеляна хелминского и воеводы мальборкского. В 1651 году участвовал в битве с восставшими казаками под Берестечком.
Во время польско-шведской войны (1655—1660) воевода мальборкский Якуб Вейхер, в отличие от большинства польских магнатов-военачальников, сохранил верность королю Яну II Казимиру Вазе и отказался переходить на сторону шведского короля Карла Х Густава. В 1655 году оборонял от шведов крепость Пуцк. В 1656 году Якуб Вейхер руководил обороной Мальборка, осажденного шведской армией. После вынужденной капитуляции он получил от шведского командования безопасный проход для своих солдат и право сохранить оружие. Вскоре Якуб Вейхер присоединился к польскому королю Яну Казимиру на юге и продолжил борьбу против шведских захватчиков. В 1655 году был назначен генералом земли Прусской.
В последние годы жизни Якубу Вейхеру принадлежало 5 городов и около 100 сёл, он имел ежегодный доход в размере 33 тысяч злотых. Был одним из богатейших людей в Померании и заметным магнатом в Речи Посполитой.
20 февраля 1657 года 48-летний воевода мальборкский Якуб Вейхер скончался после непродолжительной болезни. Был похоронен в церкви св. Анны в Вейхерово.

## Семья
Якуб Вейхер был дважды женат. В 1636 году первым браком женился на силезской графине Анне Эльжбете Schaffgotsch (1622—1650), от брака с которой имел двух дочерей.
В 1652 году вторично женился на княжне Иоанне Катарине Радзивилл (1637—1665), дочери маршалка великого литовского и воеводы полоцкого Александра Людвика Радзивилла (1594—1656) от первого брака с Теклой Анной Волович (1608—1638). Во втором браке имел одну дочь.